# Inocybe hirculus
Inocybe hirculus är en svampart som tillhör divisionen basidiesvampar, och som beskrevs av Vauras. Inocybe hirculus ingår i släktet Inocybe, och familjen Crepidotaceae. Enligt den finländska rödlistan är arten sårbar i Finland. Arten är reproducerande i Sverige. Artens livsmiljö är öppna kärr.